# Halina Brzozowska
Halina Brzozowska (ur. 1926, zm. 15 marca 2018) – polska lekarka pediatra, dr hab.

## Biografia
Halina Brzozowska urodziła się w 1926. Rozpoczęła pracę w szpitalu MSWiA w Warszawie z zawodu była neonatologiem, pediatrą, a także prezesem Lekarskiej Spółdzielni Profesorsko - Ordynatorskiej. Posiadała stopień doktora habilitowanego. Zmarła 15 marca 2018.